# Conchi Rios
Conchi Reyes Ríos (11 de março de 1991) é uma toureira espanhola. Em 2011, ela foi a primeira mulher a arrancar duas orelhas de um touro. Em 2015, ela apareceu na lista nacional espanhola de toureiros, uma das seis mulheres entre 825 pessoas listadas.

## Biografia
Conchi Ríos nasceu na região de Múrcia, em 1991. Seus avós souberam de sua ambição de ser toureira quando ela tinha 15 anos. Seu avô a levou à praça de touros local para que visse um bezerro, e ela não demonstrou medo, apenas interesse.

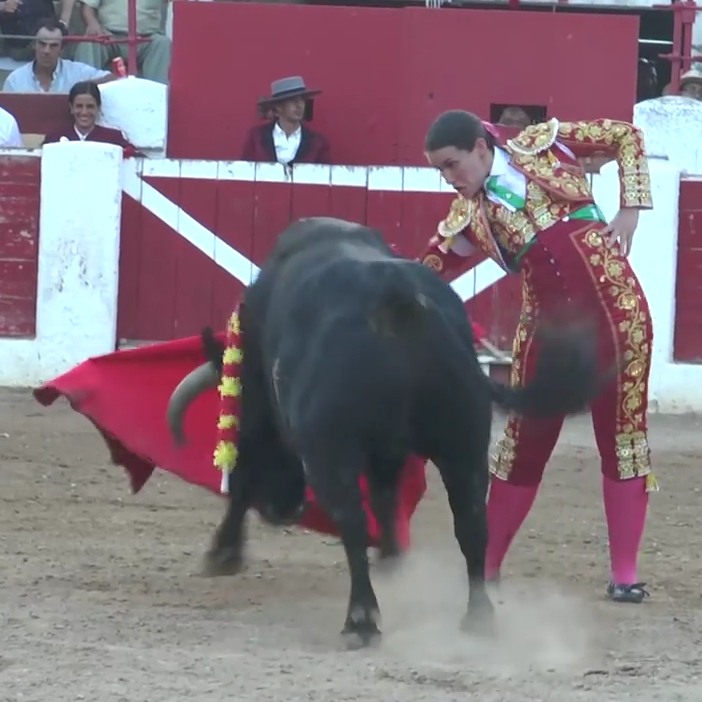
Conchi Ríos em 2016, em Cehegín, em Múrcia.

Ela fez sua estreia em público em uma tourada em 23 de setembro de 2007. Sua primeira vez como picadora ocorreu em 2009, apoiando Luis Miguel Casares ("El Nico"). Ela apareceu pela primeira vez no Las Ventas de Madrid em 2011, em um projeto que incluía Simon Lopez, Jimenez Fortes e José Cruz. Em 2011, foi a primeira mulher a arrancar duas orelhas de um touro.
Mas por três anos não realizou outra tourada. Ela estudou por algum tempo e temia que pudesse acabar trabalhando em um supermercado. Foi participar de touradas no Peru, onde há menos restrições ao esporte.

Em 2016, Conchi Reyes Ríos apareceu com o veterano toureiro El Cordobés e Antonio Puerta, em Cehegín, em Múrcia. Além disso, mudou-se com o namorado, José Manuel Mas, para perto de Torrijos, onde ambos treinam diariamente. Em 2016, ela foi escolhida como uma das 100 mulheres da BBC.